# 伟铗𧈢
伟铗𧈢（学名：Atlasjapyx atlas）一种发现于中华人民共和国四川省乡城县的节肢动物，是双尾目铗𧈢科伟铗𧈢属唯一的一种。发现时是当时世界上已知的体型最大的双尾目昆虫。

## 形态特征
伟铗𧈢体型长而宽厚，平均体长46.99毫米，最宽处一般在腹部第二节，平均宽6.26毫米。头部和足为黄色，胸部和腹部～7节的背面为灰色，腹面为黄色，第8、9节背面为赤褐色，腹面为黄色，第10节和尾铗为深褐色。触角无感觉毛，上颚具有四齿，下颚内叶5瓣，为梳状。胸部气门3对。